# 린즈젠 (1975년)
린즈젠(중국어: 林智堅, 1975년 5월 27일~)은 타이완의 정치인으로, 민주진보당의 전 시주시장 및 전 시주시의원을 지냈다. 

## 학력
- 중화 대학 기업관리 학사
- 중화 대학 기술경영연구소 석사 취소
- 국립 타이완 대학 국가발전연구소 석사 취소

## 역대 선거 결과
| 선거명           | 직책명 | 선거구    | 대수 | 정당   | 득표율 | 득표수    | 결과 | 당락 |
| ---------------- | ------ | --------- | ---- | ------ | ------ | --------- | ---- | ---- |
| 2009년 지방 선거 | 시의원 | 제1선거구 | 8대  | 민진당 | 8.85%  | 4,711표   | 1위  | 당선 |
| 2014년 지방 선거 | 시장   | 신주시    | 9대  | 민진당 | 38.36% | 76,578표  | 1위  | 당선 |
| 2018년 지방 선거 | 시장   | 신주시    | 10대 | 민진당 | 49.57% | 107,612표 | 1위  | 당선 |